# Karl Burghof
Karl Burghof (geboren 24. Juli 1896 in Koblenz; gestorben 27. Mai 1972 in Kellenbach) war ein preußischer Verwaltungsbeamter und Landrat des Kreises Sankt Wendel-Baumholder (Rest) und des Kreises Biedenkopf.

## Leben
Als Sohn des katholischen Hilfstelegraphisten und späteren Eisenbahnobersekretärs Karl Burghof und dessen Ehefrau Elisabeth Burghof geborene Christmann in Koblenz geboren, besuchte Karl das dortige Kaiser-Wilhelm-Gymnasium. Am 20. August 1914, nur wenige Wochen nach Beginn des Ersten Weltkriegs rückte er als Kriegsfreiwilliger zum Militär ein, wo er bis zum 1. Oktober 1915 seinem Kriegsdienst nachkam. Als Kriegsversehrter zurückkehrend, nahm Burghof ein Studium mit den Hauptfächern Deutsch, Geschichte und Staatswissenschaften an den Universitäten in Berlin und Bonn auf, welches er mit der Promotion zum Dr. rer. pol (Doktor der Rechts- und Staatswissenschaften) abschloss. Der Titel seiner Arbeit, die er am 19. Dezember 1925 vor der Philosophischen Fakultät in Bonn vorlegte: Boden, Wohnung und Rente in Koblenz in den Jahren 1814–1914.
Nach dem Ende seines Studiums fand Burghof Beschäftigung bei der Stadtverwaltung Bad Godesberg dem Landratsamt des Landkreises Bonn und dessen Kreisausschuss, bevor er zum 20. August 1927 mit seiner Ernennung zum Bürgermeister von St. Goar in seine Heimatregion zurückkehrte. Im Weiteren wurde Burghof am 18. Juli 1933, einen Tag nach der Beurlaubung des bisherigen Landrates des Kreises Sankt Wendel-Baumholder (Rest), Otto Hoevermann und zunächst vertretungsweise die Leitung der dortigen Verwaltung übertragen. Am 9. Dezember 1933 folgte die Ernennung zum kommissarischen Landrat, bevor er am 27. März 1934 und mit Wirkung zum 1. April 1934 auch die definitive Bestallung zum Landrat des Kreises Sankt Wendel-Baumholder (Rest) erhielt. Burghof verblieb in dieser Stellung bis zur Aufhebung des Kreises zum 1. April 1937 unter gleichzeitiger Eingliederung in den neu geschaffenen Landkreis Birkenfeld. Eine neue Dienststellung erhielt er dann mit Erlass vom 13. September 1937 mit der zunächst kommissarischen Übertragung der Verwaltung des Landratsamtes des Kreis Biedenkopf (definitive Ernennung zum 1. April 1938). Er verblieb in diesem Amt bis zu seiner Absetzung am 31. März 1945.
Karl Burghof trat zum 1. August 1932 in die NSDAP ein (Mitgliedsnummer 1.221.749) und übernahm bis 1936 verschiedene Funktionen. Belegt sind vom 1. September 1932 bis zum 10. April 1936 jene als Kreis-Parteirichter der NSDAP und vom 1. Januar 1933 bis zum 1. November 1934 als Kreis-Kommunal-Fachberater. Ferner als Kreisredner (1932), Ortsgruppenführer und Kreis-Schulungsleiter.
Der Protestant Karl Burghof heiratete am 27. Februar 1923 in Bonn Berta Wilhelmine Klementine Weber (geboren 27. Juli 1893 in Hagenow), einer Tochter des Apothekenbesitzers Weber und dessen Ehefrau Luise Weber, geborene Schneider.